# Écozone paléarctique : plantes à graines par nom scientifique (PO)
| PH | PO |

## P

### Po

#### Poa
- Poa - Graminées
  - Poa annua  - Pâturin annuel
  - Poa abbreviata
  - Poa alpigena
  - Poa alpina - Pâturin alpin
  - Poa alsodes - Pâturin des bosquets
  - Poa angustifolia - Pâturin à feuilles étroites
  - Poa annua  - Pâturin annuel
  - Poa arctica - Pâturin arctique
  - Poa badensis
  - Poa canbyi - Pâturin de Canby
  - Poa compressa - Pâturin comprimé
  - Poa eminens - Pâturin superbe
  - Poa fernaldiana - Pâturin de Fernald
  - Poa gaspensis - Pâturin de la Gaspésie
  - Poa glauca - Pâturin glauque
  - Poa labradorica - Pâturin du Labrador
  - Poa languida - Pâturin faible
  - Poa laxa
  - Poa longipila
  - Poa nemoralis - Pâturin des bois ou « Foin à vaches »
  - Poa palustris - Pâturin palustre ou « Pâturin des marais »
  - Poa pratensis - Pâturin des prés ou « Foin à vaches »
  - Poa saltuensis
  - Poa stenantha
  - Poa subcaerula
  - Poa trivialis - Pâturin rude ou « Pâturin commun »

#### Pod
- Podocarpus
  - Podocarpus macrophyllus
- Podostemon
  - Podostemon ceratophyllum

#### Poe
- Poecilanthe
- Poeppigia

#### Poi
- Poiretia

#### Pol
- Polanisia
  - Polanisia dodecandra dodecandra
- Polemonium - fam. Polémoniacées
  - Polemonium caeruleum - Polémoine bleue
  - Polemonium van-bruntiae
- Polycarpon
  - Polycarpon polycarpoides - Polycarpon Faux-Péplis
- Polygonatum - Ruscacées
  - Polygonatum latifolium - Sceau de Salomon à larges feuilles
  - Polygonatum multiflorum - Sceau de Salomon multiflore
  - Polygonatum odoratum - Sceau de Salomon odorant
  - Polygonatum orientale
- Polygonum alias Persicaria - Polygonacées
  - Polygonum arenarium - Renouée des sables
  - Polygonum aviculaire - Renouée des oiseaux
  - Polygonum bistorta - Renouée bistorte
  - Polygonum convolvulus - Renouée liseron
  - Polygonum persicaria - Renouée persicaire
  - Polygonum fowleri - Renouée de Fowler
  - Polygonum hydropiperoides hydropiperoides
  - Polygonum polystachum'
  - Polygonum punctatum
    - Polygonum punctatum majus
    - Polygonum punctatum parvum

  - Polygonum romanum - Renouée de France ou « Renouée romane »
  - Polygonum salicifolium - Renouée à feuille de saule
  - Polygonum viviparum
- Polypogon
  - Polypogon monspeliensis - Polypogon de Montpellier

#### Pon
- Poncirus
  - Poncirus trifoliata - Oranger trifolié

#### Pop
- Populus - fam. Salicacées
  - Populus alba - Peuplier blanc
  - Populus balsamifera - Peuplier baumier
  - Populus deltoides - Peuplier noir d'Amérique
  - Populus lasiocarpa
  - Populus laurifolia
  - Populus nigra - Peuplier noir
  - Populus simonii - Peuplier de Simon
  - Populus tremula - Tremble

#### Por
- Portulaca - Portulacacées
  - Portulaca grandiflora - Pourpier à grande fleur
  - Portulaca oleracea - pourpier
- Portulacaria (plante grasse)
  - Portulacaria afra
    - Portulacaria afra variegata

#### Pos
- Posidonia - Posidoniacées
  - Posidonia oceanica - Posidonia de l'Océan

#### Pot
- Potamogeton - Potamogétonacées
  - Potamogeton acutifolius - Potamot à feuilles aiguës
  - Potamogeton alpinus - Potamot alpin
  - Potamogeton amplifolius - Potamot à larges feuilles
  - Potamogeton coloratus - Potamot des tourbières alcalines
  - Potamogeton confervoides
  - Potamogeton crispus - Potamot à feuilles crépues
  - Potamogeton epihydrus - Potamot émergé
  - Potamogeton filiformis - Potamot filiforme
  - Potamogeton fluitans
  - Potamogeton foliosus foliosus - Potamot feuillé
  - Potamogeton friesii - Potamot de Fries
  - Potamogeton gramineus - Potamot à feuilles de graminées
  - Potamogeton illinoensis - Potamot de l'Illinois
  - Potamogeton natans - Potamot flottant
  - Potamogeton nodusus - Potamot noueux
  - Potamogeton oakesianus - Potamot d'Oakes
  - Potamogeton obtusifolius - Potamot à feuilles obtuses
  - Potamogeton paramoanus
  - Potamogeton perfoliatus - Potamot perfolié
  - Potamogeton praelongus - Potamot à longs pédoncules
  - Potamogeton pusillus pusillus - Potamot nain
    - Potamogeton pusillus gemmiparus - Potamot nain
    - Potamogeton pusillus tenuissimus - Potamot nain très menu

  - Potamogeton richardsonii - Potamot de Richardson
  - Potamogeton robbinsii - Potamot de Robbins
  - Potamogeton spirillus - Potamot spirillé
  - Potamogeton strictifolius - Potamot à feuilles raides
  - Potamogeton subsibiricus
  - Potamogeton vaseyi - Potamot de Vasey
  - Potamogeton zosteriformis - Potamot zostériforme
- Potentilla - Rosacée
  - Potentilla alchimilloides Lapeyr. - Potentille fausse alchémille
  - Potentilla anglica - Potentille d'Angleterre
  - Potentilla anserina - Potentille ansérine ou Argentine
  - Potentilla argentea - Potentille argentée
  - Potentilla arguta - Potentille âcre
  - Potentilla aurea - Potentille dorée
  - Potentilla bipinnatifida - Potentille bipinnatifide
  - Potentilla canescens
  - Potentilla crantzii - Potentille de Crantz
  - Potentilla delphinensis - Potentille du Dauphiné
  - Potentilla egedii
  - Potentilla emerginata
  - Potentilla flabelliformis - Potentille flabelliforme
  - Potentilla fruticosa - Potentille frutescente
  - Potentilla intermedia - Potentille intermédiaire
  - Potentilla montana - Potentille brillante
  - Potentilla multifida - Potentille multifide
  - Potentilla nivea - Potentille des neiges
  - Potentilla norvegica - Potentille de Norvège
  - Potentilla palustris Potentille des marais
  - Potentilla pectinata Potentille pectinée
  - Potentilla pensylvanica - Potentille de Pennsylvanie
  - Potentilla pulchella - Potentille gracieuse
  - Potentilla recta - Potentille dressée
  - Potentilla reptans - Potentille rampante
  - Potentilla simplex - Potentille simple
  - Potentilla splendens - Potentille brillante
  - Potentilla sterilis - Potentille stérile
  - Potentilla tridentata - Potentille tridentée
  - Potentilla vahliana
- Poterium - Rosacée
  - Poterium sanguisorba - Pimprenelle petite